# Радован Трнић
Радован Рада Трнић Попа (Мокрин, код Кикинде, 16. јун 1912 – Симићев Салаш, код Кикинде, 4. август 1941), учесник Народноослободилачке борбе и народни херој Југославије.

## Биографија
Рођен је 16. јуна 1912. године у Мокрину, код Кикинде. Основну школу је завршио у родном месту, а гимназију у Кикинди. По жељи својих родитеља, отишао је у Београд на студије теологије. Већ у првој години уверио се да то није његов пут и убрзо је напустио студије. Пошто је студирао теологију, од другова је касније добио надимак „Попа“.
Као студент у Београду, дошао је у контакт са револуционарним студентским покретом и 1933. године био примљен у чланство Комунистичке партије Југославије (КПЈ). После прекида студија, 1935. године вратио се у родни Мокрин, где је још раније, децембра 1933. обновио партијску организацију и био њен секретар. Иначе у Мокрину је изборима 1920. године већина мешатана гласала за КПЈ, а у селу је живело и неколико учесника Октобарске револуције. Годину дана касније, 1936. године, полиција је извршила провалу у партијску организацију КПЈ у Банату и похапсила велики број чланова КПЈ, међу којима је био и Радован.
Због револуционарног рада, од стране Државног суда за заштиту државе био је осуђен на две године затвора, које је издржао у затвору у Сремској Митровици. По повратку из затвора, 1938. године, поново је обновио партијску организацију у Мокрину и наставио са политичким радом. Истовремено, у Мокрину је била установљена масовна организација „Сељачког кола“, која је окупљала велики број омладинаца. Језгро ове организације били су чланови Савеза комунистичке омладине Југославије (СКОЈ). Радован је у партијском раду у Мокрину активно сарађивао са меленачким комунистом Миланом Маленчићем, са којим је заједно радио на организацији људи.
Године 1940. Радован је постао члан Среског комитета КПЈ за Кикинду и тада је почео да сарађује са Угљешом Терзином, адвокатским приправником. Њих двојица организовали су низ масовних радничких акција у Кикинди и Мокрину. Такође, били су и организатори демонстрација против потписивања Тројног пакта, марта 1941. године. У току Априлског рата, они су окупили велики број омладинаца и формирали добровољачки покрет мокринске омладине, са циљем да учествују у одбрани земље, али их је брза капитулација у томе спречила.
Одмах по окупацији, Радован је био ухапшен од стране фолксдојчера, али је успео да побегне и пређе у илегалност. Иако у илегали, заједно са Угљешом Терзином активно је радио на организовању Народноослободилачког покрета (НОП), као и на припреми оружаног устанка у кикиндском срезу. Сакупљали су оружје и муницију, а имали су и план да изврше пљачку фолксдојчерског војног складишта у Мокрину, у коме се налазило доста оружја, муниције и друге војне опреме. Ову акцију је омело масовно хапшење чланова КПЈ у Кикинди и околини, извршено 22. јуна. Тада су били ухапшени сви чланови Среског комитета КПЈ за Кикинду, изузев Радована и Угљеше, који су се налазили у илегали.
Убрзо потом, Радован и Угљеша су успели да обнове Срески комитет и наставе са припремама оружаног устанка. У току јула у селима северног Баната било је организовано неколико војних десетина и ударних група, а при Среском комитету КПЈ за Кикинду и посебна санитетска секција. Радован је обилазио многа села и тамо окупљао људе и припремао их за борбу. Половином јула, од мокринске војсне десетине формирао је Мокрински партизански одред. Убрзо потом формиран је и Кикиндски партизански одред, који је 28. јула изашао на терен. За команданта овог одреда био је одређен Угљеша Терзин, а за политичког комесара Радован Трнић.
Кикиндски одред се улогорио на Симићевом Салашу, код Кикинде, а диверзантске акције, као што је паљење жита и напади на немачке војно-полицијске партоле, вршио је у широј околини Кикинде. Одред је имао 25 бораца и био је добро наоружан, сви борци су имали доста миниције и један пушкомитраљез. Међутим, немачке потерне јединице су 3. августа откриле позицију Одреда и у току наредне ноћи, су јаким снагама опколиле овај салаш. У рано јутро 4. августа 1941. године Немци су отпочели силовит напад. Иако изненађени, партизани су прихватили борбу, која је трајала читава три сата. У овој борби, погинуло је седамнаест партизана, међу којима командант и политички комесар Одреда Угљеша Терзин (1909–1941) и Радован Трнић. Они су погинули штитећи одступницу, групи бораца, која је извела успешан прбој из окружења и потом се придружила Мокринском партизанском одреду. Немци су у овој борби имали четворицу мртвих, и неколико рањених војника.
Указом председника Федеративне Народне Републике Југославије Јосипа Броза Тита, 27. новембра 1953. године, проглашен је за народног хероја.